# Peter Thompson (calciatore 1942)
Peter Thompson (Carlisle, 27 novembre 1942 – 31 dicembre 2018) è stato un calciatore inglese, di ruolo centrocampista.

## Carriera
Vinse con il Liverpool il campionato inglese nel 1964 e nel 1966 e la FA Cup nel 1965.

## Palmarès

### Club

#### Competizioni nazionali
- Campionato inglese: 2

Liverpool: 1963-1964, 1965-1966
- Coppa d'Inghilterra: 1

Liverpool: 1964-1965
- Community Shield: 3

Liverpool: 1964, 1965, 1966
- Campionato inglese di seconda divisione: 1

Bolton: 1977-1978
- Third Division: 1

Bolton: 1972-1973